# Terminal de molt petita obertura

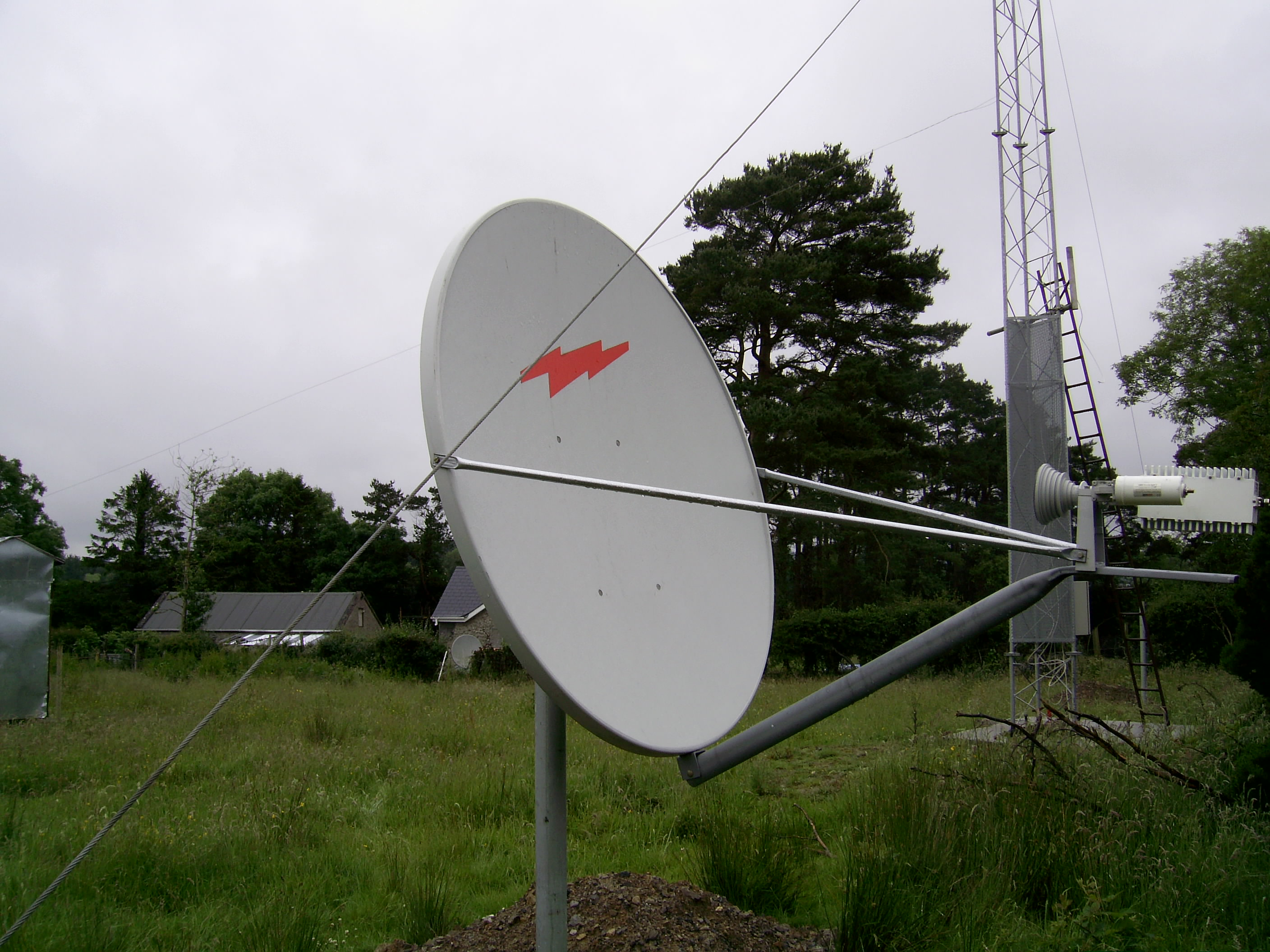
Exemple d'instal·lació VSAT. Antena parabòlica de petit diàmetre i muntats després de la botzina d'alimentació o alimentador, el transductor ortogonal que separa la recepció de la transmissió, el LNB (recepció) i el BUC (transmissió)

VSAT són les sigles de Terminal de Molt Petita Obertura (de l'anglès, Very Small Aperture Terminal). Designa un tipus d'antena per a comunicació de dades via satèl·lit i per extensió a les xarxes que se serveixen d'elles, normalment per a intercanvi d'informació punt a punt, punt a multipunt (broadcasting) o interactiva.

## Descripció
Es consideren com a terminals VSAT a les antenes que no sobrepassen els 2 o 3 metres de diàmetre. A diferència d'altres de major grandària, el senyal d'aquests terminals no pot aconseguir a altres VSAT (tret que es trobin a prop i en línia recta) pel que han de recórrer al satèl·lit per comunicar-se entre si. La comunicació es produeix per tant de manera indirecta a través de satèl·lits d'òrbita geoestacionària. A l'ésser una alternativa al cablejat i tractar-se d'equips relativament econòmics, se solen considerar com la solució als problemes de comunicació entre zones aïllades on estendre les xarxes de cable no seria rendible.

## Característiques
- Accés fàcil i a baix cost als avantatges dels serveis de telecomunicació via satèl·lit.
- Adaptabilitat a les necessitats específiques de cada usuari (permetent enllaços asimètrics i diferents amplades de banda en funció de cada estació).
- En la seva topologia més estesa (estel) la xarxa pot tenir gran densitat (fins a 1.000 estacions) i està controlada per una estació central trucada HUB que organitza el tràfic entre terminals i optimitza l'accés a la capacitat del satèl·lit
- Poden funcionar en bandes C, Ku o Ca sent més sensibles a les condicions meteorològiques com més alta és la freqüència de la portadora.

Donades les seves característiques entra a competir directament amb xarxes com la Xarxa Pública de Transmissió de Paquets X.25, o la Xarxa Digital de Serveis Integrats.
És de destacar la ràpida i massiva implantació de terminals VSAT als Estats Units, països europeus i asiàtics, la qual cosa facilita un acostament dels avantatges de la comunicació per satèl·lit a l'usuari de serveis en telecomunicació.
| FREQÜÈNCIES MICROONES VSAT | GAMMA DE FREQÜÈNCIES | MIDA    | POTÈNCIA TRANSMESA | EFECTE DE PLUJA |
| -------------------------- | -------------------- | ------- | ------------------ | --------------- |
| BANDA C                    | 3 A 7 GHz            | GROSSA  | BAIXA              | MINIM           |
| BANDA Ku                   | 10 A 18 GHz          | MITJANA | MITJANA            | MODERAT         |
| BANDA Ca                   | 18 A 31 GHz          | PETITA  | ALTA               | SEVER           |

## Exemples d'aplicacions civils

### Unidireccionals
- Transmissió de dades de la Borsa de Valors.
- Difusió de notícies.
- Educació a distància.
- Fil musical.
- Transmissió de dades d'una xarxa de comerços.
- Distribució de tendències financeres i anàlisis.
- Teledetecció d'incendis i prevenció de catàstrofes naturals.

### Bidireccionals
- Tele-ensenyament
- Video-conferència de baixa qualitat.
- Correu Electrònic.
- Serveis d'emergència.
- Comunicacions de veu.
- Telemetría i telecontrol de processos distribuïts.
- Consulta a bases de dades.
- Monitoratge de vendes i control d'estoc.
- Transaccions bancàries i control de targetes de crèdit.
- Periodisme electrònic.
- Televisió corporativa.

## Aplicacions Militars
Les xarxes VSAT han estat adoptades per diferents exèrcits. Gràcies a la seva flexibilitat, són idònies per establir enllaços temporals entre unitats del front i el hub que estarà situat prop de la caserna general. La topologia més adequada és la d'estel. S'usa la banda X, amb enllaç de pujada en la banda de 7,9 a 8,4 GHz i amb el de baixada en la banda de 7,25 a 7,75 GHz.